# Pedro María Ureña (municipalité)
Pour les articles homonymes, voir Urena.
Pedro María Ureña est l'une des vingt-neuf municipalités de l'État de Táchira au Venezuela. Son chef-lieu est Ureña. En 2011, la population s'élève à 51 879 habitants.

## Géographie

### Subdivisions
La municipalité est divisée en deux paroisses civiles avec, chacune à sa tête, une capitale (entre parenthèses) :
- Nueva Arcadia (Aguas Calientes) ;
- Pedro María Ureña (Ureña).